# Trichomyia discalis
Trichomyia discalis är en tvåvingeart som beskrevs av Quate 1963. Trichomyia discalis ingår i släktet Trichomyia och familjen fjärilsmyggor. Inga underarter finns listade i Catalogue of Life.